# Destiny Is Changeless
Destiny Is Changeless è un cortometraggio muto del 1912. Il nome del regista non viene riportato nei credit del film.

## Trama
Due cacciatori di pellicce, Pierre LeNoir e High MacDonald, sono entrambi innamorati della bella Maimie Cameron che pare preferire MacDonald. Venuti alle mani per ottenere i favori della ragazza, i due giungono a un accordo: Maimie, per evitare che si arrivi al peggio, sceglierà quello che, tra i due, riuscirà a portarle la pelliccia di una volpe argentata. Dopo molte avventure e scontri tra i due rivali a caccia della preziosa pelliccia, MacDonald sembra essere il vincitore. Ma cade vittima di una trappola per orsi. LeNoir potrebbe approfittarne, ma finisce invece per aiutare il rivale ferito, portandolo fino alla porta di Maimie e lasciando i due alla loro felicità.

## Produzione
Il film fu prodotto dalla Vitagraph Company of America. Venne girato nello stato di New York, a Ausable Chasm, Keeseville.

## Distribuzione
Distribuito dalla General Film Company, il film - un cortometraggio in una bobina - uscì nelle sale cinematografiche statunitensi il 5 gennaio 1912.